# Wolfsbach (Barthe)
Der Wolfsbach ist ein neun Kilometer langer Fluss in Mecklenburg-Vorpommern. Er fließt in nordöstliche Richtung  und mündet in die Barthe. Der Wolfsbach wurde dem Fließgewässertyp Sandgeprägter Tieflandbach (Typ 14) zugeordnet. 